# Ranunculus biternatus
Ranunculus biternatus là một loài thực vật có hoa trong họ Mao lương. Loài này được Smith miêu tả khoa học đầu tiên.